# Samvega
Saṃvega es un término budista que expresa una profunda sensación de urgencia espiritual o una consternación que surge cuando se toma conciencia profundamente del sufrimiento y la impermanencia de la vida. Este término suele estar asociado con una fuerte motivación para seguir el camino a la liberación y la iluminación en el budismo. También se interpreta como una poderosa emoción, fuente de energía para el progreso y desarrollo, espiritual, moral y mental. 
Thanissaro Bhikku comenta que saṃvega es "la primera emoción que se debería traer al entrenamiento"  y el la define como:
La sensación opresiva, chocante y alienante que surge al darse cuenta de la inutilidad y el sinsentido de la vida tal como se vive normalmente (en ciertas sociedades); un sentido castigador de nuestra propia complacencia y necedad por habernos permitido vivir tan ciega e inconscientemente; y una ansiosa sensación de urgencia al tratar de encontrar una salida al los sin sentido cíclicos de la vida.

### Meditación y reflexión
Hay ocho bases de saṃvega (saṃvega vatthu). Son "el nacimiento, la vejez, la enfermedad, la muerte, sufrimiento en los mundos desdichados, el ciclo del sufrimiento arraigado en el pasado, el ciclo del sufrimiento arraigado en el futuro y en el ciclo del sufrimiento en la búsqueda de alimento en el presente."  Por lo tanto, Saṃvega puede desarrollarse practicando la meditación sobre la muerte (Maranasati), las meditaciones o reflexiones sobre la repulsividad del cuerpo humano (Patikulamanasikara), o las meditaciones sobre cadáveres en distintos estados de descomposición (Asubha).
En el Upajjhatthana Sutta, el Buda enseñó que todos (monjes y laicos) deben practicar las Cinco reflexiones como una forma de despertar la energía y saṃvega.

### Existencialismo
Saṃvega como emoción es muy similar o surge como una crisis existencial y necesidad de cambio, y para que sea un impulso eficaz y práctico, debe ir acompañado de otra emoción llamada pasada, una emoción de serena claridad y confianza, que proporciona la seguridad de que existe un camino hacia la completa liberación, es decir, el nibbana.

### Abhidhamma
Saṃvega también se asocia con el desarrollo de la energía (viriya) y el Esfuerzo correcto, según el Atthasālinī de Buddhagosa.
La energía (Samvega) tiene como característica la capacidad de esfuerzo, es decir fortalece estados coexistentes como función (lo que significa que ayuda a mantener y fortalecer estados mentales positivos) y se manifiesta en la resistencia a ceder (indicando que la energía es perseverante y no se rinde fácilmente). Se ha dicho: "Aquel en quien está presente el saṃvega se esfuerza adecuadamente", En consecuencia, la energía está asociada con saṃvega, o es la condición básica para que sea la causa inmediata de la energía. La acción correcta debe considerarse como la raíz de todos los logros. - DhsA. 121 